# Юровский сельский округ (Московская область)
Юровский сельский округ — упразднённая административно-территориальная единица, существовавшая на территории Раменского района Московской области в 1994—2006 годах.
Юровский сельсовет был образован в первые годы советской власти. По данным 1919 года он входил в состав Загорновской волости Бронницкого уезда Московской губернии.
В 1926 году Юровский с/с включал деревню Юрово, будку 57 км Московско-Казанской железной дороги и Юровскую лечебницу.
В 1929 году Юровский с/с был отнесён к Ашитковскому району Коломенского округа Московской области.
31 августа 1930 года Ашитковский район был переименован в Виноградовский.
14 июня 1954 года к Юровскому с/с был присоединён Бисеровский с/с.
7 декабря 1957 года Виноградовский район был упразднён и Юровский с/с вошёл в состав Воскресенского района.
7 февраля 1958 года Юровский с/с был передан в Раменский район.
3 июня 1959 года Раменский район был упразднён и Юровский с/с вошёл в Люберецкий район.
28 июля 1960 года Юровский с/с вновь вошёл в восстановленный Раменский район. 
20 августа 1960 года из Кузнецовского с/с в Юровский было передано селение Пласкинино.
1 февраля 1963 года Раменский район был упразднён и Юровский с/с вошёл в Люберецкий сельский район. 11 января 1965 года Юровский с/с был возвращён в восстановленный Раменский район.
11 сентября 1967 года в Юровский с/с из Кузнецовского с/с были переданы селения Загорново, Литвиново, Лесной, Мирный, дома ЦХАЛ, а также территория шерстьбазы.
3 февраля 1994 года Юровский с/с был преобразован в Юровский сельский округ.
11 марта 2002 года на территории Юровского с/о был образован посёлок Дубовая Роща.
26 сентября 2002 года из Юровского с/о в Сафоновский были переданы посёлок Дубовая Роща и деревня Литвиново.
19 октября 2004 года село Загорново было передано из Юровского с/о в Сафоновский с/о.
В ходе муниципальной реформы 2004—2005 годов Юровский сельский округ прекратил своё существование как муниципальная единица. При этом все его населённые пункты были переданы в сельское поселение Кузнецовское.
29 ноября 2006 года Юровский сельский округ исключён из учётных данных административно-территориальных и территориальных единиц Московской области.